# نيدهام
نيدهام (بالإنجليزية: Needham)‏ هي مدينة أمريكية تقع في ولاية ألاباما.تبلغ مساحة هذه المدينة 1.5 (كم²)،ويبلغ عدد سكانها 97 نسمة حسب إحصاء سنة 2010 م.تشير الإحصاءات بأن الكثافة السكانية في هذه المدينة تقدر بـ(64.7) نسمة/كم2.